# Discherodontus schroederi
Discherodontus schroederi är en fiskart som först beskrevs av Smith, 1945.  Discherodontus schroederi ingår i släktet Discherodontus och familjen karpfiskar. IUCN kategoriserar arten globalt som livskraftig. Inga underarter finns listade i Catalogue of Life.